# Юрген Теобалди
Юрген Теобалди (на немски: Jürgen Theobaldy) е немски поет, белетрист, есеист и преводач на английска и китайска лирика.

## Биография

### Произход, образование и първи литературни изяви
Роден е в Щрасбург (дн. Страсбург, Франция), но израства в Манхайм (Германия). Завършва търговска гимназия и се препитава от случайна работа като пощенски раздавач и опаковчик на мебели. През 1966 г. Теобалди се записва студент в Педагогическия университет във Фрайбург, на другата година продължава следването си в Хайделберг и го завършва през 1969 г.
Първите литературни изяви на Теобалди са от времето на студентските вълнения през 1968 г., когато започва да пише „автентична поезия“, израз на всеобщите бунтовни настроения. Натрупания политически опит поетът съчетава с формалните обновления на американската поп-лирика. Стиховете му са изпълнени с подробности от всекидневието, без обаче да изпускат от поглед обществените вълнения. След кратък период, в който работи като учител, Теобалди следва от 1970 г. германистика и политология в Хайделберг, Кьолн и Берлин, но не се дипломира.

### Зрели творчески години
Юрген Теобалди публикува първите си стихосбирки „Резервно място в театъра“ (1973) и „Синини“ (1974). Преселва се в Берлин и издава стихосбирката „Втора класа“ (1976). Става стипендиант на „Villa Massimo“ в Рим (1977) – като резултат излиза книгата му „Drinks. Стихове от Рим“ (1979). Следват „Тежка земя, пушек“ (1980) и „Лятна обиколка“ (1983).
През 1983 г. Теобалди е гостуващ писател в университета Уоруик във Великобритания. Опита си от този престой пресъздава в стихосбирката „Midland/Drinks“ (1984).
В 1984 г. поетът се преселва в Швейцария. Там живее първо в Юра и Базел, а през 1988 г. се установява в Берн. Създава още стихосбирките „Подет от въздушното течение“ (1990) и „Колекционерът на нощни картини“  (1992). Следват „Многогласна зеленина. Стихове и проза“ (1994), „Отново и отново всичко“ (2000), „Диви карамфили“ (2005) и „24 часа отворено“ (2006).

## Признание
За творчеството си Юрген Теобалди получава значими отличия, между които „Литературната награда на Берн“ (2006). Поетът е член на Свободната академия на изкуствата в Манхайм.